# 브라이언 매존
브라이언 매존 (Brian Keith Mazone, 1976년 7월 26일 ~ )는 전 KBO 리그 삼성 라이온즈의 투수이다.

## 경력
매존은 1998년 샌디에고 대학교에서 아틀란타 브레이브스(Atlanta Braves)에 의해 선발되지 않은 FA로 계약되었다. 그는 이전에 San Dieguito 아카데미에서 공을 찼다. Class A Eugene Emeralds와 함께 브레이브스 마이너 리그 시스템에서 한 시즌을 뛰었다. 그는 에메랄즈에서 20경기 동안 부진한 성적(1승 6패, 평균자책점 5.53)을 기록하고 방출되었다.
1999년 보스턴 레드삭스, 2000년 디트로이트 타이거즈에서 스프링 트레이닝을 받았지만 입단에 실패해 독립 웨스턴리그 자이언 파이오니어즈에서 투구했다. 그는 2000년 셧아웃에서 웨스턴 리그를 이끌었고 전체 경기에서 리그 5위를 기록했다. 그는 부상에서 회복하는 동안 2001 시즌을 모두 놓쳤다.
매존은 2002년 노던 리그의 졸리엣 잭해머스로 복귀하여 선발, 이닝, 삼진 부문에서 리그 선두를 달리고 있다. 그는 시즌이 끝난 후 Milwaukee Brewers에 의해 픽업되었고 그가 풀려나기 전에 A급 팀과 함께 0승 7패를 기록했고 조과 함께 한 해를 마쳤다.
2004년 졸리엣에서 매존은 완봉승과 방어율에서 노던 리그 1위, 완투에서 2위를 기록했다. 그는 8월에 샌프란시스코 자이언츠와 계약을 맺고 AA에 배정되어 결국 AAA 프레즈노 그리즐리스로 시즌을 마무리했다. 그는 2005년 자이언츠 시스템에 남아 있었고 2006년 필라델피아 필리스와 마이너 리그 계약을 체결했다.
매존은 2006년부터 2008년까지 Phillies 시스템에서 주로 AAA 레벨에서 투구했다. 2006년에는 마이너 리그 야구에서 "트리플 A에서 가장 화려한 투수"로 선정되었다. 매존은 9월 5일 2006 Philadelphia Phillies의 경기를 시작할 예정이었지만, 경기는 우천으로 끝났고 Phillies는 공식적으로 그를 명단에 추가하지 않았다.
매존은 2007년 한국야구위원회 삼성라이온즈에서 잠시 투구를 했고 2008년 인터내셔널리그 미드시즌 올스타팀에 선발됐으며 2009년 시즌 도중 두산 베어스의 대체 선수 물망에 올랐으나  당시 소속 구단이었던 필라델피아 필리스의 반대로 좌절됐다.
2009년 로스앤젤레스 다저스와 계약을 맺고 AAA Albuquerque Isotopes에서 투구를 했다. 6월 30일 그는 향후 고려 사항을 위해 필라델피아 필리스로 다시 트레이드되었다. 2010년 시즌 이후 자유계약선수(FA)가 됐다.
1. ↑  이환범 (2008년 5월 25일). “두산, ML출신 투수 레이어 영입”. 더팩트. 2023년 5월 14일에 확인함.